# آلکمنه ۸۲
سیارک ۸۲ (به انگلیسی: 82 Alkmene) هشتاد و دومین سیارک کشف شده‌است که در ۲۷ نوامبر ۱۸۶۴ و در دوسلدورف کشف شد.
قدر مطلق سیارک برابر ۸٫۴۰ است.